# 2022년 10월 영국 정부 위기
2022년 9월과 10월에 새로 임명된 총리 리즈 트러스가 이끄는 보수당 정부는 신뢰 위기에 직면했다. 이는 2022년 9월 미니 예산과 영국 하원에서 수압파쇄법 금지에 대한 의회 동의안의 혼란스러운 투표로 인해 발생했으며, 궁극적으로 보수당 하원의원(MPs)의 지지를 잃게 만들었다.
미니 예산은 9월 23일 재무장관 쿼지 콰텡이 영국 하원에 제출한 "성장 계획"이라는 제목의 장관 성명이었다. 이는 국제 금융시장에서 부정적으로 받아들여졌고, 결국 10월 14일 쿼지 콰텡의 해임으로 이어졌다. 다음 날들 동안, 트러스는 시장을 만족시키기 위해 미니 예산의 추가적인 요소들을 철회하라는 압력을 점점 더 많이 받았고, 10월 17일까지 5명의 보수당 하원의원이 그녀의 사임을 요구했다. 10월 19일, 수엘라 브레이버먼 내무장관은 이민 개혁을 놓고 트러스와 의견 충돌을 겪은 후 장관 규정을 위반하여 사임했다. 그녀의 사임 서한은 정부를 비판했다.
10월 19일 저녁, 하원의원들은 노동당의 영국의 수압파쇄법 금지 논의를 위한 시간을 마련하는 동의안에 대해 투표했다. 정부는 이에 반대했다. 이 투표가 정부에 의해 신임 투표로 다루어지는지 여부가 불분명하여 보수당 하원의원들을 혼란스럽게 했다. 이러한 혼란은 원내총무와 부원내총무인 웬디 모턴과 크레이그 휘태커가 사임했다는 추측과 일부 보수당 하원의원들이 투표 로비에서 강압적으로 다루어졌다는 주장에 의해 더욱 심화되었지만, 이 주장은 나중에 반박되었다.
트러스는 10월 20일 총리직 사임 의사를 발표했다. 그녀는 10월 25일에 사임하고, 이어진 보수당 대표 선거에서 무투표로 당선된 리시 수낵이 그 뒤를 이었다. 트러스는 49일간 재임했으며, 이는 역대 영국 총리 중 가장 짧은 재임 기간이다.

## 배경
트러스는 9월 5일 7주간의 과정이 끝난 후 보수당 대표로 선출되었고, 다음 날 엘리자베스 2세 여왕에 의해 총리로 정식 임명되었다.
9월 8일부터 19일까지 여왕의 서거 이후 국가 애도 기간 동안 정치 활동은 크게 줄어들었다.
9월 23일, 쿼지 콰텡은 영국 하원에 "성장 계획"이라는 제목의 장관 성명을 발표했는데, 이는 널리 미니 예산이라고 불렸다. 이는 파운드 스털링이 미국 달러 대비 사상 최저치로 하락하고 정부 차입 비용이 급격히 증가하는 등 시장에 상당한 부정적인 반응을 불러일으켰다. 10월 14일, 쿼지 콰텡은 미국 회의에서 일찍 돌아와 트러스에 의해 재무장관에서 해임되었다. 그는 제러미 헌트로 교체되었고, 헌트는 10월 17일 미니 예산의 대부분 조치는 더 이상 시행되지 않을 것이라고 말했다.
데일리 텔레그래프에 따르면, 10월 17일까지 최소 5명의 보수당 하원의원들이 트러스의 사임을 요구했다: 크리스핀 블런트, 앤드류 브리지언, 앤절라 리처드슨, 찰스 워커 및 제이미 월리스. 그날 저녁, 트러스는 "저지른 실수에 대해 미안하다"고 말했지만, "비전에 전념하고 있다"며 다음 총선에서 보수당을 이끌 것이라고 덧붙였다. 그러나 이는 당 내의 고조되는 긴장을 진정시키지 못했으며, 한 보수당 하원의원은 "시체가 스스로 추도사를 낭독하는 것을 들은 것은 이번이 처음이다"라고 말했다. 다음 날 데이비드 프로스트, 보수당의 귀족도 트러스의 사임을 요구했다.
트러스는 10월 17일과 20일 1922 위원회 위원장 그레이엄 브레이디와 만났다. 10월 17일 회의로 인해 트러스는 야당 대표 키어 스타머의 콰르텡의 퇴장에 대한 긴급 질문에 참석하지 못했다고 한다. 트러스의 부재는 스타머를 포함한 여러 하원의원들의 비판을 받았다. 트러스는 나중에 영국 하원에서 헌트의 경제 성명 발표 중에 헌트와 함께 모습을 드러냈다.

## 사임 및 해임
콰시 콰르텡은 38일 재임 후 10월 14일 재무장관직에서 해임되었고, 제러미 헌트가 그 뒤를 이었다. 크리스 필프도 에드워드 아르가로 재무부 차관에서 교체되었다. 10월 19일, 수엘라 브레이버먼은 내무장관직에서 사임했고, 그녀는 그랜트 샵스로 교체되었다. 10월 20일, 트러스는 총리직 사임 의사를 밝혔다.
트러스는 전 총리로서 공공 임무 비용 수당을 받을 자격이 있다. 이 수당은 전 총리로서 공공 임무를 계속 수행하는 데 드는 인증된 비용을 충당하기 위해 연간 최대 115,000파운드를 지급할 수 있다. 키어 스타머는 "그녀는 그 수당을 받아서는 안 된다. 44일 만에 그녀는 그 수당을 받을 자격을 얻지 못했다. 그녀는 거부해야 한다"고 말했다. 팩트체크 자선단체 풀 팩트는 이 수당의 일반적인 오해를 지적하며, "전 총리들이 단순히 돈을 '받는다'"는 주장은 정확하지 않다고 덧붙였다.

## 의회
이건 난장판이고 수치다 ... 리즈 트러스를 다우닝가 10번지에 앉힌 모든 사람들이, 그럴 가치가 있었기를 바란다 ... 그들이 우리 당에 입힌 피해는 엄청나기 때문이다.
10월 19일 노동당 하원의원 에드 밀리밴드는 수압파쇄법에 관한 야당의 날 동의안을 제출했다. 트러스는 당 대표 캠페인의 일환으로 수압파쇄법에 대한 유예를 해제하겠다고 약속했지만, 일부 보수당 하원의원들은 이 변화가 2019년 공약에 어긋난다며 우려를 표명했다. 이 동의안은 프로그램 명령이었는데, 통과되면 하원은 그 명령에 명시된 규칙과 일정에 따라 수압파쇄법 금지 법안을 심의하고 투표하도록 구속력을 가지게 된다. 이 동의안이 정부에 유보된 시간을 법안에 할당할 것이기 때문에, 당 원내총무들은 보수당 하원의원들에게 엄격하게 반대표를 던지도록 지시했다(삼선 채찍). 그들은 또한 이 투표가 신임 문제로 다루어질 것이라고 통보받았다.
하루가 지나면서 다우닝가 10번지는 보수당 하원의원들 사이에서 발생할 수 있는 반란의 규모에 대해 점점 더 우려하게 되었고, 기후 장관 그레이엄 스튜어트에게 투표가 더 이상 신임 문제로 다루어지지 않을 것이라고 통보했다. 그가 이후 영국 하원에 이 사실을 전달했음에도 불구하고 원내총무실은 이 변경 사항을 인지하지 못하여 보수당 하원의원들 사이에 혼란과 무질서가 초래되었다.
하원의원들은 찬성 로비 또는 반대 로비를 통해 투표해야 하며, 익명의 보수당 하원의원은 이 과정의 일부를 "혼란"이라고 묘사했다. 이후 의장의 조사에 의해 사실이 아닌 것으로 밝혀진 주장에 따르면, 보수당 원내총무들은 초선의원들을 강압적으로 모션에 반대하는 투표를 하도록 강요했다는 비난을 받았다. 노동당 하원의원 크리스 브라이언트는 테레즈 코피 부총리와 제이컵 리스모그 기업부 장관을 언급하며 하원의원들이 "투표 로비를 통해 물리적으로 강압당하는" 것을 보았다고 말했다. 투표 중 보수당 원내총무, 웬디 모턴과 부원내총무 크레이그 휘태커가 사임한 것으로 알려졌다. 그날 저녁, 의장 린지 호일은 영국 하원 의원서전트와 다른 의회 관리들에게 혐의를 조사하도록 지시했다. 동의안은 326대 230으로 부결되었으며, 324명의 보수당 하원의원이 반대했다. 11월 1일, 조사는 수압파쇄법 투표 중 분위기가 "긴장"되었지만, 하원의원들에게 "부당한 영향"을 미쳤다는 증거는 없다고 결론 내렸다. 찰스 워커는 트러스 내각을 "난장판이고 수치스러우며... 완전히 역겹다"고 불렀고, 지지자들에 대해 "재능 없는 사람들에게 질렸다"며 "장관직을 얻는 것이 그들 자신의 개인적인 이익에 부합한다"고 말했다.
10월 19일 총리 질의응답 시간 동안 야당 대표 키어 스타머는 트러스가 왜 사임하지 않았는지 질문했고, 트러스는 "나는 투사이지 포기자가 아니다"라고 답했다. 다음 날, 트러스는 사임하겠다고 발표했다.

## 반응

### 여론 조사
10월 18일 발표된 유고브의 보수당 당원 대상 설문조사에 따르면, 대다수의 당원들이 트러스의 사임을 원했다. 보리스 존슨이 가장 인기 있는 잠재적 후임자였고, 그 뒤를 이어 벤 월리스, 리시 수낵, 페니 모돈트, 케미 베이드녹, 제러미 헌트 및 수엘라 브레이버먼이 있었다.

### 마권업자
10월 중순 현재, 마권업자들은 트러스의 사임 날짜에 대해 배당률을 정하고 있었다. 마권업자들은 수낵을 유력한 보수당 총리 후임자 목록에서 1위로 놓았고, 그 뒤를 이어 헌트, 모돈트, 월리스, 존슨이 있었다.

### 데일리 스타 상추와 두부
10월 11일, 디 이코노미스트는 트러스를 비판하는 기사를 게재했는데, 그녀가 나라를 통제한 기간을 상추의 유통기한에 비유했다. 10월 14일, 데일리 스타는 트러스처럼 차려입은 상추의 라이브 스트리밍을 시작하여 그녀가 상추가 시들기 전에 사임할지 여부를 지켜보았다. 그녀는 사임했다.
10월 19일, 수엘라 브레이버먼의 사임 후, 상추는 전날 그녀가 기후 시위 단체를 "가디언을 읽고 두부를 먹는 깨어있는 사람들(wokerati)"이라고 공격한 발언을 조롱하기 위해 두부 접시와 함께 촬영되었다. 이 상추는 유명해졌다. 스카이 뉴스와의 인터뷰에서 노동당 하원의원 크리스 브라이언트는 "상추나 두부가 나라를 운영하는 것이 나을 수도 있다"고 말했다.

## 같이 보기
- 1940년 영국 전시 내각 위기
- 영국의 생활비 위기
- 2022년 북아일랜드 정치 위기
- 영국의 신임 동의안
- 영국 총리의 재임 기간 목록
- 동의안

## 내용주
1. ↑  제1대 웰링턴 공작 아서 웰즐리의 두 번째이자 마지막 임기는 23일간 지속되었지만, 그의 첫 임기는 2년 233일이었다.